# Črna, Idrija
Črna (nemško Tscherna) je nekdaj samostojna vas v vzhodnem delu Dol v Občini Idrija v zahodni Sloveniji. Danes je del tradicionalne dežele Primorske in je del Goriške statistične regije.

## Geografija
Črna leži v nizu jas na pobočju pod hribom Rupe. Okoliški gozdovi so mešani, prevladujeta smreka in bukev. Pod naseljem leži Črna grapa, skozi katero teče Črni potok.

## Zgodovina
Leta 1880 je imela Črna 19 prebivalcev, ki so živeli v treh hišah. Z letom 1900 je v zaselku živelo samo 13 ljudi, do leta 1961 se je število prebivalcev zmanjšalo na devet; to je leta 1965 padlo na pet. Takrat so naselje sestavljale tri kmetije, od katerih je bila ena opuščena. Črna je bila leta 1964 priključena Dolam in je s tem izgubila status samostojnega naselja. Pod naseljem je ob Črnem potoku nekoč stal mlin, danes se na tem mestu nahajajo ostanki temeljev mlina ter brvi, ki je prečila potok.